# Szitabodza község
Szitabodza község (románul: Comuna Sita Buzăului) község Kovászna megyében, Romániában. Központja Szitabodza, beosztott falvai Almás (Románia), Bodzakraszna, Zabrató.

## Népessége
A 2011-es népszámlálás adatai alapján a község népessége 4584 fő volt.